# Abdij Ulingsheide
Abdij Ulingsheide, officieel Abdijklooster Trappisten Cisterciënzers is een voormalig kloostercomplex van de trappisten in het Limburgse dorp Tegelen, vlak bij de grens met Duitsland, gewijd aan Onze Lieve Vrouwe Onbevlekt Ontvangen.

## Geschiedenis

### Trappistenklooster
Cisterciënzers van de abdij van Westmalle kochten in 1884 de boerderij Ülingshoeve uit 1837 aan, waar zich in eerste instantie vier kloosterlingen vestigden. Ze begonnen de omliggende gronden te ontginnen om in hun eigen levensonderhoud te voorzien. Architect Caspar Franssen ontwierp voor de broeders een klooster, waarvan de bouw in 1888 begon. In 1892 kwam de zuidelijke vleugel gereed en twee jaar later waren de noord- en oostvleugel klaar. De door Frans Stoks ontworpen kloosterkapel werd in 1928 gewijd. De Tegelse priorij werd in 1933 door het kapittel tot abdij verheven. In 1940 plaatste Adema-Schreurs een tweemanuaals orgel dat in 1982 ingrijpend gewijzigd werd. Tijdens de Tweede Wereldoorlog raakten de kloosterveugels van de abdij door brand en granaatvuur zwaar beschadigd. Na de oorlog werd de abdij onder leiding van architect Jan Strik herbouwd en in 1948 werd het herbouwde kloostercomplex ingezegend. Rond 1980 werd het interieur van de kapel aangepast: drie open paraboolbogen in het priesterkoor werden dichtgemaakt met baksteen en glas. In de loop der jaren liep het aantal broeders sterk terug en in 2002 fuseerde de abdij met de abdij Lilbosch in Echt. Het was de bedoeling dat de overgebleven monniken in het tot uithof verbouwde poortgebouw met boerderij zouden blijven wonen, maar door een ongelukkige val van de laatste abt waardoor deze in een verzorgingshuis belandde kwam van dit plan niets terecht. In 2007 werd het complex verkocht aan de stichting Emmaus.

### Woongemeenschap Emmaus Feniks
Na 2007 werd in het complex een woongemeenschap en kringloopwinkel gevestigd van de stichting Emmaus onder de naam Emmaus Feniks. De bewoners van de Emmausgroep (compagnons genoemd, naar een gebruik dat door de oprichter van de Emmausbeweging Abbé Pierre werd ingesteld) worden door bezoekers regelmatig als "nieuwe monniken" bestempeld. Met hun slogan "Samen wonen, Samen werken, Samen delen" en de uitvoering daarvan in het zich dienstbaar stellen aan "Hen die het minder hebben", staan zij niet ver verwijderd van de traditie der trappisten. Dat het hebben van een beschermde status nog geen bescherming biedt, is duidelijk te zien in en om het kloostercomplex. De bewoners en vrijwilligers van Emmaus Feniks pogen om het complex voor verval te behoeden.

## Trappistenbrouwerij

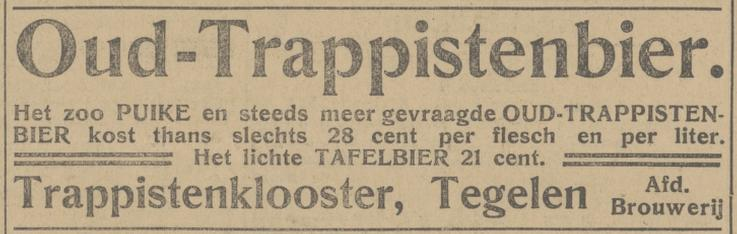
Advertentie uit 1923

In 1891 werd begonnen met het brouwen van trappistenbier en in 1898 begonnen de kloosterlingen miswijn te verkopen. In de jaren daarna werd het assortiment onder de naam Wijnstekerij Uelingsheide uitgebreid met diverse wijnen en likeuren. In 1947 werd de bierbrouwerij gesloten. In 2000 verhuisde de Wijnstekerij Uelingsheide naar abdij Lilbosch in Echt.

## Monumentale waarde
De kloosterkapel met bijbehorende elementen is sinds 2003 een rijksmonument. De kapel met sacristie en entreeportaal uit 1926 bezitten cultuurhistorische waarde, met name kerkhistorische waarde als voorbeeld van een kloosterkapel met bijbehorende elementen van de orde der Trappisten. Ze zijn ook van architectuurhistorische waarde vanwege de toegepaste bouwstijl en als voorbeelden van het oeuvre van Frans Stoks en vanwege het rijke interieur met vele glas in loodramen van verschillende glazeniers.